# 大華壺穴
25°03′00″N 121°47′51″E / 25.04991°N 121.79754°E

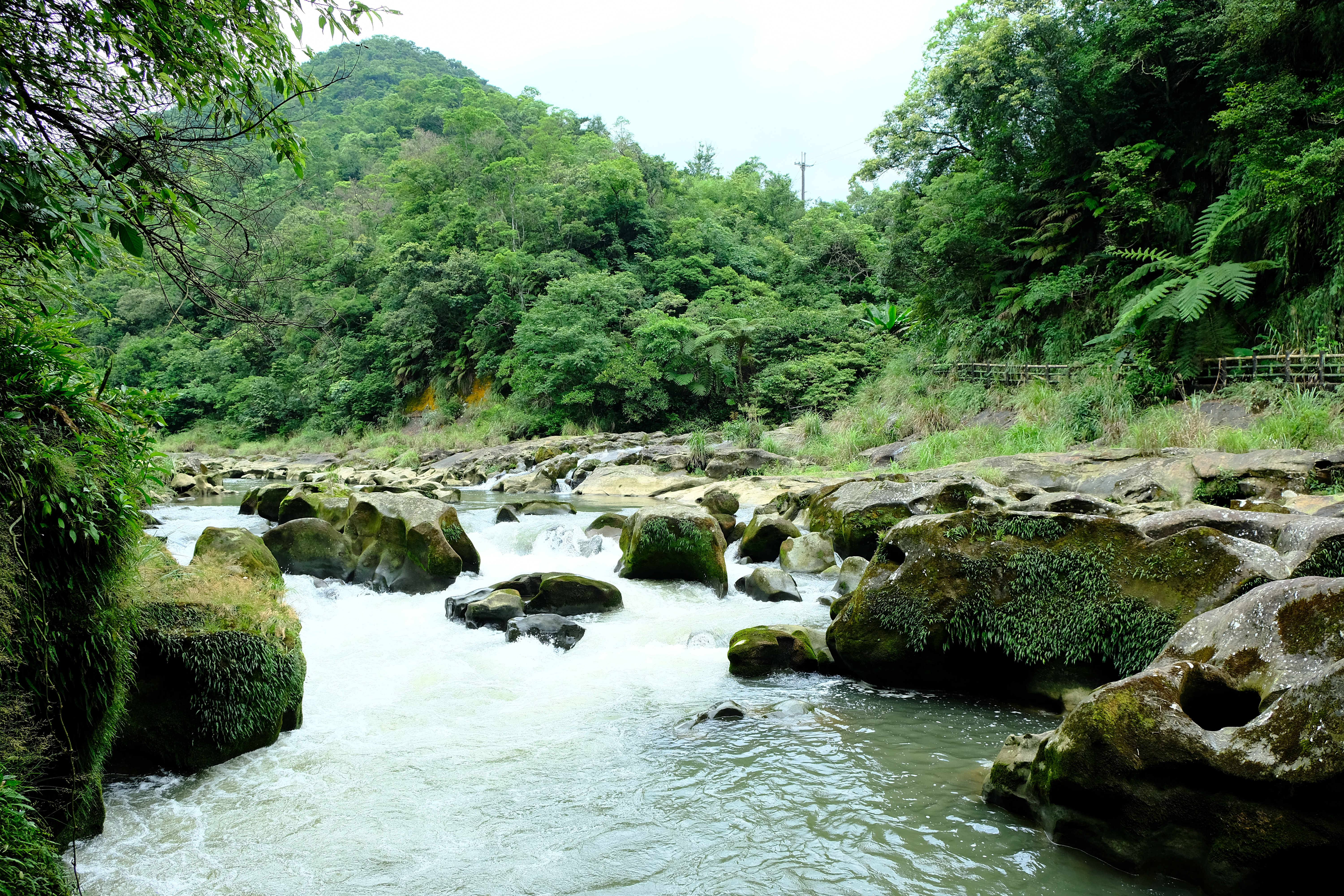
大華壺穴

大華壺穴是台灣基隆河上游的壺穴地景，分佈在大華車站至三貂嶺車站河段，當地稱為甕仔窟（Àng-á-khut），是基隆河壺穴出露最為密集、分布範圍最廣、形態最多樣化的河段，兩岸樹木蓊鬱，環境天然而原始，壺穴地形保存完整，且較少人為破壞。在全球範圍內，具有其獨特性及稀有性。就視覺感官來說，大小不一的壺穴，點綴原本平坦的河床，亦極具觀賞價值。

## 地質
大華壺穴的岩性為淡青灰色砂岩，屬南港層，常含有石灰質，岩性堅硬，但因岩層平緩而利於礫石進入凹穴內，產生渦蝕作用。

## 成因
河床上的壺穴形成的原因為河流侵蝕原本凹凸不平的河床基盤岩石，水流通過凹處形成漩渦。然後河水挾帶的砂礫石順著此漩渦與凹洞對岩性堅硬的坑洞渦蝕（evorsion），久而久之，小坑洞不斷地擴大，最後形成大型坑洞。因此，壺穴發生的區位有一定的條件，與河流坡降、急湍、降雨、河流負荷、岩性構造與回春作用等因素有關（Tschang,1957；陳翰霖，1994）。大華壺穴是基隆河上游侵蝕營力作用的結果，有教學或科學研究價值。
大華壺穴於2014年1月20日由經濟部依《地質法》公告為「地質遺跡地質敏感區」。